# Erreur quadratique moyenne
Pour les articles homonymes, voir EQM.
En statistiques, l’erreur quadratique moyenne d’un estimateur {\displaystyle {\hat {\theta }}} d’un paramètre {\displaystyle \theta } de dimension 1 (mean squared error ({\displaystyle \operatorname {MSE} }), en anglais) est une mesure caractérisant la « précision » de cet estimateur.
Elle est plus souvent appelée « erreur quadratique » (« moyenne » étant sous-entendu) ; elle est parfois appelée aussi « risque quadratique ».
L’erreur quadratique moyenne est définie par :
Définition — {\displaystyle \operatorname {MSE} ({\hat {\theta }})\,{\overset {\text{def}}{=}}\,\mathbb {E} \left[({\hat {\theta }}-\theta )^{2}\right]}

## Propriétés

### Signe
Corollaire —  Un carré étant toujours positif, on a évidemment {\displaystyle \operatorname {MSE} ({\hat {\theta }})\geq 0}.

### Expression
On peut exprimer l’erreur quadratique moyenne en fonction du biais et de la variance de l’estimateur :
Théorème — {\displaystyle \operatorname {MSE} ({\hat {\theta }})=\operatorname {Biais} ({\hat {\theta }})^{2}+\operatorname {Var} ({\hat {\theta }})}

### Minimisation
Théorème — Soit {\displaystyle {\bar {\theta }}} un estimateur sans biais du paramètre {\displaystyle \theta }, tel que {\displaystyle \operatorname {MSE} ({\bar {\theta }})>0} (si l’erreur quadratique moyenne est nulle, elle est déjà minimale, voir section « Signe » ci-dessus).
Parmi tous les estimateurs proportionnels à {\displaystyle {\bar {\theta }}}, l’erreur quadratique moyenne est minimale pour l’estimateur {\displaystyle {\check {\theta }}\,{\overset {\text{def}}{=}}\,{\frac {\theta ^{2}}{\theta ^{2}+\operatorname {MSE} ({\bar {\theta }})}}{\bar {\theta }}}.
Cette erreur quadratique moyenne minimale vaut {\displaystyle \operatorname {MSE} ({\check {\theta }})={\frac {\theta ^{2}\operatorname {MSE} ({\bar {\theta }})}{\theta ^{2}+\operatorname {MSE} ({\bar {\theta }})}}}.
Remarque : la valeur de {\displaystyle \theta } étant inconnue par nature (sinon, on n’en chercherait pas un estimateur), cette formule n’a d’intérêt pratique que si le coefficient {\displaystyle {\tfrac {\theta ^{2}}{\theta ^{2}+\operatorname {MSE} ({\bar {\theta }})}}} se simplifie en une constante indépendante de {\displaystyle \theta }, c’est-à-dire si et seulement si {\displaystyle \operatorname {MSE} ({\bar {\theta }})} est proportionnel à {\displaystyle \theta ^{2}} (voir exemple plus bas).

## Utilité

### Comparaison d’estimateurs
Si les deux estimateurs à comparer sont sans biais, l’estimateur le plus efficace est simplement celui dont la variance est la plus petite. De même, si un estimateur a à la fois un plus grand biais (en valeur absolue) et une plus grande variance qu’un autre estimateur, ce dernier est évidemment meilleur.
Cependant, si un estimateur a un plus grand biais (en valeur absolue) mais une plus petite variance, la comparaison n’est plus immédiate : l’erreur quadratique moyenne permet alors de trancher.
Comparons les deux estimateurs les plus courants de la variance :
{\displaystyle s_{n-1}^{2}\,{\overset {\text{def}}{=}}\,{\frac {1}{n-1}}\sum _{i=1}^{n}\left(y_{i}-{\overline {y}}\right)^{2}} et {\displaystyle s_{n}^{2}\,{\overset {\text{def}}{=}}\,{\frac {1}{n}}\sum _{i=1}^{n}\left(y_{i}-{\overline {y}}\right)^{2}={\frac {n-1}{n}}s_{n-1}^{2}}
Pour un tirage avec remise et une loi de probabilité dont on suppose que le kurtosis normalisé est nul (ex. : la loi normale), les calculs montrent que (voir Greene, section C.5.1) :
{\displaystyle \mathbb {E} (s_{n-1}^{2})=\sigma ^{2}} d’où {\displaystyle \operatorname {Biais} (s_{n-1}^{2})=0},
{\displaystyle \operatorname {Var} (s_{n-1}^{2})={\frac {2\sigma ^{4}}{n-1}}} d’où {\displaystyle \operatorname {MSE} (s_{n-1}^{2})={\frac {2\sigma ^{4}}{n-1}}} ;
{\displaystyle \mathbb {E} (s_{n}^{2})={\frac {n-1}{n}}\mathbb {E} (s_{n-1}^{2})={\frac {n-1}{n}}\sigma ^{2}} d’où {\displaystyle \operatorname {Biais} (s_{n}^{2})=-{\frac {\sigma ^{2}}{n}}},
{\displaystyle \operatorname {Var} (s_{n}^{2})=\left({\frac {n-1}{n}}\right)^{2}\operatorname {Var} (s_{n-1}^{2})=\left({\frac {n-1}{n}}\right)^{2}{\frac {2\sigma ^{4}}{n-1}}={\frac {2(n-1)\sigma ^{4}}{n^{2}}}} d’où {\displaystyle \operatorname {MSE} (s_{n}^{2})={\frac {(2n-1)\sigma ^{4}}{n^{2}}}}.
L’estimateur {\displaystyle s_{n-1}^{2}} est sans biais mais a une plus grande variance (plus faible efficacité) que l’estimateur {\displaystyle s_{n}^{2}}.
La comparaison des erreurs quadratiques moyennes donne :
{\displaystyle \operatorname {MSE} (s_{n}^{2})-\operatorname {MSE} (s_{n-1}^{2})=\sigma ^{4}\left({\frac {1}{n^{2}}}+{\frac {2n-1}{n^{2}}}-{\frac {2}{n-1}}\right)=2\sigma ^{4}\left({\frac {1}{n}}-{\frac {1}{n-1}}\right)<0}
L’estimateur biaisé {\displaystyle s_{n}^{2}} est donc meilleur en termes d’erreur quadratique moyenne.
Toujours dans le cas d’un tirage avec remise et d’un kurtosis nul, en appliquant le théorème de minimisation donné plus haut à l’estimateur sans biais {\displaystyle s_{n-1}^{2}}, on trouve que l’estimateur {\displaystyle s_{n+1}^{2}={\frac {n}{n+1}}s_{n}^{2}={\frac {n-1}{n+1}}s_{n-1}^{2}} est l’estimateur minimisant l’erreur quadratique moyenne, cette dernière valant alors {\displaystyle {\frac {2\sigma ^{4}}{n+1}}}.

### Convergence de l'estimateur
Il est possible de déterminer si un estimateur est convergent en probabilité à partir de son erreur quadratique moyenne, on a en effet:
Théorème — {\displaystyle \left[\left(\lim _{n\to \infty }\mathbb {E} ({\hat {\theta }})=\theta \quad \mathbf {et} \quad \lim _{n\to \infty }\operatorname {Var} ({\hat {\theta }})=0\right)\Leftrightarrow \lim _{n\to \infty }\operatorname {MSE} ({\hat {\theta }})=0\right]\Rightarrow {\hat {\theta }}{\xrightarrow {p}}\theta }
La démonstration est faite à la page convergence de variables aléatoires.

## Généralisation
Dans un cadre plus général pour un modèle multiparamétrique où l'on cherche à estimer plusieurs paramètres ou pour estimer une fonction {\displaystyle f(\theta )} de un ou plusieurs paramètres, l'erreur quadratique moyenne pour un estimateur {\displaystyle \delta } de {\displaystyle f(\theta )} est défini par:
Définition — {\displaystyle \mathbb {E} \left[^{t}(\delta -f(\theta ))A(\delta -f(\theta ))\right]}
où A est une matrice symétrique définie positive (qui définit donc un produit scalaire).